# Liste literarischer Werke mit homosexuellem Inhalt
In dieser Liste literarischer Werke mit homosexuellem Inhalt sind in chronologischer Reihenfolge Romane, Erzählungen, Dramen und literaturhistorisch wichtige Gedichte aufgeführt.

## 18. Jahrhundert
Die Nonne, Roman von Denis Diderot, Frankreich 1792
Die Titelfigur wird in einer Episode dieses Katholizismus-kritischen Werkes zudringlich von ihrer Oberin umworben.

## 19. Jahrhundert
Kyllenion – ein Jahr in Arkadien, Roman von August, Herzog von Sachsen-Gotha-Altenburg, Deutschland 1805
In der griechischen Antike angesiedelte Schäferdichtung mit glücklichem Ausgang, in der die Geschichte des Werbens eines jungen Mannes (Julanthiskos) um einen spröden Schönen (Alexis) herausragt.
Cecil Dreem, Roman von Theodore Winthrop, USA 1861
Halbautobiografischer Roman, der die sozialen Sitten und Geschlechterrollen im Milieu der New York University schilderte. Gilt als Arbeit, die das Thema Homosexualität zwar nicht offen behandelt, seine offene Behandlung aber vorbereitet.
Joseph and His Friend, Roman von Bayard Taylor, USA 1870
Roman über die intime Freundschaft zweier Männer. Gilt als der erste homosexuelle Roman in der US-amerikanischen Literatur. Zum Schluss sucht er allerdings eine Frau.
Carmilla, Novelle von Joseph Sheridan LeFanu, Irland 1872
Novelle über die Liebe zwischen der Vampirin Carmilla und dem Mädchen Laura.
Fridolins heimliche Ehe, Roman von Adolf Wilbrandt, Österreich 1875
Der erste deutschsprachige Roman mit homosexuellem Happy End und Einbau der Theorien Karl Heinrich Ulrichs.
Fridolin’s mystical marriage, Adolf Wilbrandt & Clara Bell, USA 1884
Übersetzung von Fridolins heimliche Ehe durch Clara Bell und damit erster Roman in den USA mit schwulem Happy End.
A Marriage Below Zero, Roman von Alan Dale alias Alfred J. Cohen, USA 1889
Trivialroman, der den homosexuellen Bösewicht in die US-amerikanische Literatur einführte.
Frühlings Erwachen, Drama von Frank Wedekind, Deutschland 1891
Gesellschaftskritisch-satirisches Drama, in dem sich unter anderem zwei Schüler einander die Liebe gestehen.
Tim: A Story of School Life, Roman von Howard O. Sturgis, Großbritannien 1891
Roman über die Liebe zwischen zwei Schülern in einer britischen Public School, angelehnt an autobiografische Erfahrungen des Autors in Eton.
Teleny, anonym erschienener Roman, Oscar Wilde zugeschrieben, Großbritannien 1893
Liebesgeschichte zwischen einem britischen Dandy und einem ungarischen Pianisten mit pornographischen Einzelszenen
Der Liebe Lust und Leid der Frau zur Frau, als Autorin wird Emilie Knopf angenommen, Deutschland 1895
Roman um die Frauliebe zwischen Felicitas und Edita
At Saint Juda’s, Drama von Henry B. Fuller, USA 1896
Einakter eines Mannes, der seinem Freund seine unsterbliche Liebe gesteht.
Jenseits des Tales standen ihre Zelte, Börries von Münchhausen, Deutschland 1900: Eine 1920 von Robert Götz vertonte Ballade, die von einer unerfüllten Liebe eines Königs zu einem seiner Reiterbuben handelt.

## 20. Jahrhundert

### 1900er-Jahre
Die Verwirrungen des Zöglings Törleß von Robert Musil, Österreich 1906
Ein Roman über drei Schüler eines Jungeninternats, die einen Schüler, der gestohlen hat, sexuell misshandeln. Dieser scheint der Hauptfigur allerdings recht zugetan zu sein. Es spiegelt die öffentliche Wahrnehmung der Homosexualität dieser Zeit.
Tonio Kröger von Thomas Mann, Deutschland 1902
Eine biographisch angehauchte Novelle, in der ein pubertierender Junge sich in einen Klassenkameraden verliebt.
Die Homosexualität in Sitte und Recht von Hermann Michaelis, Deutschland 1907

### 1910er-Jahre
Der Tod in Venedig, Novelle von Thomas Mann, Deutschland 1912
Die Geschichte eines alternden Künstlers, der sich in einen Jungen verliebt.
Maurice, Roman von E. M. Forster, Großbritannien 1913/14, veröffentlicht 1971
Entwicklungsroman über einen jungen Homosexuellen.
Der Regenbogen, Roman von D. H. Lawrence, Großbritannien 1915
Episode über eine junge Frau, die eine lesbische Beziehung ausprobiert.

### 1920er-Jahre
Der Skorpion, Roman-Trilogie von Anna Elisabet Weirauch, Deutschland 1919, 1921, 1931
Canções, Gedichte von António Botto, Portugal 1920–1922
The God of Vengeance, Drama von Schalom Asch, USA 1922
Stück, in dem zwei Lesben vorkommen und das 1922 am Broadway uraufgeführt wurde.
Freundinnen. Ein Roman unter Frauen. Roman von Maximiliane Ackers, Paul Steegemann 1923
The Green Hat, Roman von Michael Arlen, USA 1924
Roman, in dem ein kodiert schwuler männlicher Protagonist vorkommt. Vom Autor später dramatisiert und 1928 als A Woman of Affairs mit Greta Garbo verfilmt.
Der Zauberberg, Roman von Thomas Mann, Deutschland 1924
Entwicklungsroman über einen jungen Mann, reich an homosexuellem Subtext.
Les enfants terribles, Roman von Jean Cocteau, Frankreich 1925
Entwicklungsroman über ein Geschwisterpaar und eine unglückliche Jungenliebe.
Les Faux-Monnayeurs, Roman von André Gide, Frankreich 1925
Roman, in dem eine Liebesbeziehung zwischen dem Schriftsteller Édouard und Olivier, dem Sohn seiner Halbschwester, einen der Handlungsstränge bildet. Eine weitere homosexuelle Figur ist der Comte de Passavent, ein Rivale Édouards.
The Vortex, Drama von Noël Coward, USA 1925
Schauspiel mit verschleierten Hinweisen auf Homosexualität.
Der fromme Tanz, Erstlingsroman von Klaus Mann, Deutschland 1926
The Captive, Drama von Arthur Hornblow jun., USA 1926
Schauspiel, das auf dem Stück La prisonnière von Edouard Bourdet basiert und in dem eine lesbische Beziehung dargestellt wird.
Sin of Sins, Drama von William Hurlbut, USA 1926
In Chicago uraufgeführtes Melodrama über eine wahnsinnige lesbische Mörderin.
Der Puppenjunge. Die Geschichte einer namenlosen Liebe aus der Friedrichstraße, Roman von John Henry Mackay, Deutschland 1926
The Drag, Drama von Mae West, USA 1927
Schauspiel über Homosexualität mit homosexuellen Figuren. Mae West war eine frühe Fürsprecherin schwuler Rechte.
Ladies Almanack, Roman von Djuna Barnes, USA/Frankreich 1928
Schlüsselroman über einen lesbischen Zirkel in Paris.
Machinal, Drama von Sophie Treadwell, USA 1928
Sittenstück, in dem ein homosexueller Mann vorkommt.
Orlando, Roman von Virginia Woolf, Großbritannien 1928
Die Geschichte einer Person, die im Laufe der Handlung ihr Geschlecht umwandelt.
Strange Interlude, Drama von Eugene O’Neill, USA 1928
Schauspiel, in dem eine kodiert schwuler Mann vorkommt. Pulitzerpreis 1928.
Quell der Einsamkeit (The Well of Loneliness), Roman von Radclyffe Hall, Großbritannien 1928
Liebesgeschichte zweier Frauen.
Alf, Roman von Bruno Vogel, Deutschland 1929
Felix und Alf, zwei Gymnasiasten im wilhelminischen Deutschland, haben Freude am Umgang miteinander. Dieser wird von einer übergeordneten Instanz als widernatürlich konnotiert, was den beiden zu Ohren kommt. Aus Scham (oder Sühne) meldet sich Alf freiwillig zur Teilnahme am Ersten Weltkrieg und kommt dabei ums Leben. Seinen zu Hause verbliebenen Freund stürzt dessen Schicksal in tiefe Trauer.
The Pleasure Man, Drama von Mae West, USA 1929
Als Nebenfiguren treten schwule Tänzer und Frauenimitatoren auf.
Gestern und heute, Drama von Christa Winsloe, Deutschland 1930
Die Geschichte einer preußischen Internatsschülerin, die sich in ihre Lehrerin verliebt. Verfilmt u. a. als Mädchen in Uniform (1931).

### 1930er-Jahre
Dangerous Corner, Drama von J. B. Priestley, USA 1932
Stück über den Selbstmord eines bisexuellen Mannes.
Design for Living, Drama von Noël Coward, USA 1932
Schauspiel, in dem kodiert bisexuelle Figuren auftreten.
The Green Bay Tree, Drama von Mordaunt Shairp, USA 1933
Bühnenstück mit kodiert schwulen Figuren (frei nach dem gleichnamigen Roman von Louis Bromfield).
The Children’s Hour, Drama von Lillian Hellman, USA 1934
Die Geschichte zweier Frauen, die einer lesbischen Beziehung bezichtigt werden.
The Good, Drama von Chester Erskine, USA 1938
Stück über einen schwulen jungen Mann, der der Unterdrückung durch seine Familie glücklich entkommt.
Oscar Wilde, Drama von Leslie und Sewell Stokes, USA 1938
Biografisches Bühnenstück über den homosexuellen irischen Schriftsteller.
Whiteoaks, Drama von Mazo de la Roche, USA 1938
Die Geschichte eines schwulen Teenagers, der als reicher Erbe seiner von Hass erfüllten Familie entfliehen und im Ausland Musik studieren kann.
Goodbye to Berlin, Kurzgeschichten von Christopher Isherwood, Deutschland/USA 1939

### 1940er-Jahre
Heimliche Freundschaften (Les Amitiés particulières),
Roman von Roger Peyrefitte (→ „gilt als Pionier der Homosexuellen-Literatur“), Frankreich 1943 (1964 verfilmt)
In einem katholischen Knabeninternat suchen Schüler amouröse Beziehungen mit anderen (jüngeren, Neuzugängen). Diese zeigen sich in Liebesbriefen und Küssen, Sexualität wird nur angedeutet („Georges, weißt du Sachen, die man nicht wissen sollte?“). Die Lehrer (Patres) kennen das Problem und versuchen diese Dinge zu unterbinden, hegen aber auch selbst amouröse Interessen an den Schülern. Die resultierenden Konflikte münden in den Selbstmord eines zwölfjährigen Schülers.
Geschlossene Gesellschaft (Huis-clos), Drama von Jean-Paul Sartre, Frankreich 1944 (mehrfach verfilmt)
Philosophisches Kammerspiel mit einer lesbischen Hauptfigur.
Trio, Drama von Dorothy Baker und Howard Baker, USA 1944
Stück über die Trennung eines lesbischen Paares.
Querelle (Querelle de Brest), Roman von Jean Genet, Frankreich 1947 (Fassbinder-Verfilmung 1982)
Die Geschichte eines kriminellen Matrosen, der mühsam seine Homosexualität zu unterdrücken versucht.
The City and the Pillar, Roman von Gore Vidal, USA 1948
Die Liebesgeschichte zweier Männer. Gilt als der erste offen homosexuelle Roman der US-amerikanischen Literatur.
Geständnis einer Maske (Kamen no Kokuhaku 仮面の告白), Roman von Mishima Yukio, Japan 1949
ein junger Mann ringt um sein Coming Out

### 1950er-Jahre
Queer. Roman von William S. Burroughs, verfasst 1951–1953, erschienen USA 1985.
Im Kern autobiographischer Roman, Fortsetzung von Junkie. Bekenntnisse eines unbekehrten Rauschgiftsüchtigen.
Carol (The Price of Salt), Roman von Patricia Highsmith, USA 1952
Die junge Therese verliebt sich in Carol, eine verheiratete Frau und Mutter, die ihre Gefühle erwidert und sich nach und nach von ihren Bindungen frei macht, um mit Therese leben zu können.
Spring Fire, Roman von M. E. Kerr, USA 1952
Gilt als das erste lesbische Pulp-Magazin. Lesbische Pulp-Romane (Lesbian pulp fiction) bildeten in den USA in den 1950er und 1960er Jahren ein eigenständiges Literaturgenre mit großer Leserschaft.
Hemlock and After, Roman von Angus Wilson, UK 1952
Der Roman erkundet sexuelle Moralvorstellungen anhand der Erlebnisse eines bisexuellen Protagonisten zwischen gescheiterter Ehe und homosexuellen Affären.
Der Immoralist (The Immoralist), Drama von Ruth Goetz und Augustus Goetz, USA 1954
Schauspiel über die Konfrontation zwischen einem offen und einem verborgen schwulen Mann. Dramatisierung des gleichnamigen Romans von André Gide.
Der Tod in Rom, Roman von Wolfgang Koeppen, D 1954
Roman über den schwulen Komponisten Siegfried Pfaffrath.
Howl, Gedicht von Allen Ginsberg, USA 1955
Enthält Hinweise auf heterosexuellen ebenso wie auf schwulen Sex. Howl gilt als das herausragendste Gedicht der Beat Generation, der auch das Verdienst zugeschrieben wird, Homosexualität erstmals als etwas dargestellt zu haben, das hip sei.
Der talentierte Mr. Ripley, von Patricia Highsmith, USA 1955
Kriminalroman über einen jungen Amerikaner, der seinen Freund, der seine Gefühle nicht erwidert, tötet.
Giovannis Zimmer (Giovanni’s Room), von James Baldwin, USA 1956
Porträt eines jungen Exilanten in Paris, der sich über seine sexuelle Identität klarzuwerden versucht.
Odd Girl Out, von Ann Bannon, USA 1957
Roman mit lesbischen Figuren
Plötzlich letzten Sommer (Suddenly, Last Summer), Drama von Tennessee Williams, USA 1958
Die Geschichte eines jungen Mannes, der von Strichern auf grausame Weise getötet wird.
The Moon Vow, von Hazel Ai Chun Lin alias Hazel Lin, USA 1958
Roman über eine erfolgreiche Ärztin in Peking, die Frauen liebt.
I Am a Woman, von Ann Bannon, USA 1959
Roman mit lesbischen Figuren
Women in the Shadows, von Ann Bannon, USA 1959
Roman mit lesbischen Figuren
Naked Lunch von William S. Burroughs.
Experimenteller Roman voller drastischer, zum Teil komischer Einzelszenen über Drogensucht, nicht heteronormative Sexualpraktiken, staatliche Repression u.v.a.m.

### 1960er-Jahre
Journey to a Woman, von Ann Bannon, USA 1960
Roman mit lesbischen Figuren
Beboo Brinker, von Ann Bannon, USA 1962
Roman mit lesbischen Figuren
Bericht über Bruno, Roman von Joseph Breitbach, D 1962
Erziehungs- und politischer Gesellschaftsroman mit Anprangerung von Homophobie als zentrale Aussage
Der Einzelgänger (A Single Man), Roman von Christopher Isherwood, USA 1964
Ein Tag im Leben eines schwulen Professors.
The Killing of Sister George, Drama von Frank Marcus, USA 1965
Geschichte zweier Frauen, die in sado-masochistischer Beziehung zusammenleben.
Two People, Roman von Donald Windham, USA 1965
Ein verheirateter Amerikaner begegnet einem jungen Römer, der zu seinem Lehrer, Liebhaber und Freund wird. 2010 erschien der Roman auf Deutsch unter dem Titel Zwei Menschen.
Eine andere Welt (Another Country), von James Baldwin, USA 1966
Porträt der Bohème im Greenwich Village der 1950er Jahre, mit Tabuthemen wie Bisexualität.
A Patriot for Me, Drama von John Osborne, USA 1966
Schauspiel über einen ehrgeizigen schwulen Offizier in der k. u. k. Armee, der als vermeintlicher russischer Spion erpresst wird.
Boys in the Band, Drama von Mart Crowley, USA 1968
Die Geschichte einer Geburtstagsfeier, an der neun schwule Männer teilnehmen, verfilmt als Die Harten und die Zarten.
A Place for Us (Patience & Sarah), Roman von Alma Routsong (unter dem Pseudonym Isabel Miller erschienen), USA 1969

### 1970er-Jahre
The Wild Boys: A Book Of The Dead von William S. Burroughs, USA 1971.
Experimenteller Roman um eine fiktive homosexuelle Jugendbewegung, die sich in den dystopisch  geschilderten letzten Jahrzehnten des 20. Jahrhunderts den Sturz der westlichen Zivilisation zum Ziel gesetzt hat.
Rubinroter Dschungel (Rubyfruit Jungle), Roman von Rita Mae Brown, USA 1973
Lesbischer Bildungsroman.
Müßiggang ist aller Liebe Anfang, Gedichtzyklus von Christa Reinig.
The Enclave, Drama von Arthur Laurents, USA 1973
Schauspiel über eine Gruppe von Freunden, von denen einer die anderen mit seinem Coming-out überrascht.
Der ewige Krieg, Antikriegs-Roman mit einem Military-Science-Fiction-Setting von Joe Haldeman, USA 1974
In einer Phase der Menschheitsentwicklung wird Homosexualität als Mittel der Bevölkerungsreduktion aktiv durch die Regierenden gefördert.
Beginning with O, Gedichtband von Olga Broumas, USA 1975
Sammlung von offen lesbischen Gedichten, die aus der griechischen Mythologie schöpfen. 1977 mit dem Yale Series of Younger Poets Award ausgezeichnet.
Consenting Adult, Roman von Laura  Z. Hobson, USA 1975
Die Geschichte einer Mutter, die mit dem Coming-out ihres Sohnes fertigzuwerden versucht. Autobiografische Elemente.
Der Kuss der Spinnenfrau, Roman von Manuel Puig, Argentinien 1976
Die Begegnung zwischen einem Homosexuellen und einem marxistischen Revolutionär in einer argentinischen Gefängniszelle.
Lover, Roman von Bertha Harris, USA 1976
Lesbischer feministischer Roman.
Tänzer der Nacht (Dancer From the Dance), Roman von Andrew Holleran, USA 1978
Roman aus der schwulen Szene in New York City.
Puppe Else, Roman von Marlene Stenten, Deutschland 1977
Aller Sommer Meer, Roman von Esther Tusquets, Spanien 1978
Faggots, Roman von Larry Kramer, USA 1978
Kontrovers aufgenommener Roman, der beißende Kritik an der Promiskuität in der schwulen Szene übt.
Enge Räume (Narrow Rooms), Roman von James Purdy, USA 1978
Teilweise äußerst gewalttätige schwule Halluzination.
Gefangen in Babel (The Lure), Roman von Felice Picano, USA 1979
Thriller mit SM-Motiven.
Trapez (The Catch Trap), Roman von Marion Zimmer Bradley, USA 1979
Coming-out- und Liebesroman im Zirkusmilieu der 1940er- und frühen 1950er-Jahre in den USA.
Der Unberührbare (The Untouchable), Roman von John Banville, Irland 1979
Schlüsselroman über den schwulen britischen Doppelagenten Anthony Blunt.

### 1980er-Jahre
Kleinstadtnovelle, autobiografische Erzählung von Ronald M. Schernikau, Deutschland 1980
Stadtgeschichten, Romanzyklus von Armistead Maupin, USA ab 1981
Geschichten aus dem Leben einer Gruppe von Menschen in San Francisco; einige der Hauptfiguren sind homo- oder bisexuell
Sonja. Eine Melancholie für Fortgeschrittene, autobiografischer Roman von Luise F. Pusch (erschien unter dem Pseudonym Judith Offenbach), Deutschland 1981
Gay Book, Enzyklopädie von Martin Greif, USA 1982
US-amerikanische Enzyklopädie über LGBT-Personen
Annie on My Mind, Roman von Nancy Garden, USA 1982
Die Liebesgeschichte zweier junger Mädchen in New York City.
Die Farbe Lila (The Color Purple), Roman von Alice Walker, USA 1982
Briefroman über eine junge Afroamerikanerin, die von ihrem Vater zu Inzest und Heirat mit einem gewalttätigen Mann gezwungen wird, Liebe jedoch nur bei Frauen findet.
Selbstbildnis eines Jünglings (A Boy’s Own Story), Roman von Edmund White, USA 1982
Autobiografischer schwuler Entwicklungsroman. Erster Teil einer Romantetralogie.
Zami: A New Spelling of My Name, „Biomythografie“ von Audre Lorde, USA 1982
Die Autobiografie der namhaftesten lesbischen afroamerikanischen Dichterin.
Die Hunde (Les Chiens), Erzählung von Hervé Guibert, Frankreich 1982
Sadomasochistische homosexuelle Erzählung.
Das nackte Brot (al-Hubz al-Hafi), Autobiographie von Mohamed Choukri, Marokko 1982
Thematisiert männliche homosexuelle Erlebnisse und Vergewaltigungen zwischen Jugendlichen
Night Sweat, Schauspiel von Robert Chesley, USA 1983
Eines der ersten abendfüllenden Bühnenstücke über Aids.
Homosexuels et Lesbiennes illustrés, französische Enzyklopädie von Pierre Duroc, Frankreich 1983
französische Enzyklopädie über LGBT-Personen
Treffpunkt Lotussee (孽子, Crystal Boys), Roman von Pai Hsien-yung, Republik China (Taiwan) 1983
Über die inneren und zwischenmenschlichen Konflikte eines schwulen jungen Chinesen, der in einer Kultur lebt, in der Homosexualität tabu ist.
Vom anderen Ufer, Roman von Gerd Brantenberg, Norwegen 1983
Curious Wine, Roman von Katherine V. Forrest, Kanada 1983
Deutscher Titel: Seltsamer Wein (1985):
Other Women, Roman von Lisa Alther, USA 1984
Deutscher Titel: Schlechter als morgen, besser als gestern
The Normal Heart, Drama von Larry Kramer, USA 1985
Schauspiel über die AIDS-Krise in New York City zu Beginn der 1980er Jahre.
Reise zu Cathleen McCoy, Roman von Monika Sperr, Deutschland 1985
Eine Münchner Journalistin versucht als Auftragsarbeit eine berühmte Schriftstellerin (mit den Zügen Patricia Highsmiths) in Irland zu interviewen, die tief in die politischen Auseinandersetzungen im Land verstrickt ist. Der postum erschienene Roman ist autobiografisch getönt und stellt die Beziehungen zwischen insgesamt sieben offen lesbisch lebenden Frauen dar.
Orangen sind nicht die einzige Frucht (Oranges Are Not the Only Fruit), Roman von Jeanette Winterson, GB 1985
Die Geschichte eines Mädchens, das von religiösen Eiferern adoptiert wird
M. Butterfly, Drama von David Henry Hwang, USA 1988
Die Geschichte eines französischen Diplomaten, der eine langjährige Affäre mit einem als Frau maskierten chinesischen Opernsänger hat. 1993 mit Jeremy Irons verfilmt.
Mimoun, Roman von Rafael Chirbes, Spanien 1988
Bericht über den zunehmenden Selbstverlust eines spanischen Dozenten während seines einjährigen Aufenthalts in einer marokkanischen Kleinstadt.
Die Schwimmbad-Bibliothek, (The Swimming-Pool Library), Roman von Alan Hollinghurst, Großbritannien 1988
Verrückt nach Vincent, (Fou de Vincent), Erzählung von Hervé Guibert, Frankreich 1989
Liebesgeschichte zwischen einem jungen Mann und einem Teenager

### 1990er-Jahre
Dem Freund, der mir das Leben nicht gerettet hat, (A l‘Ami qui ne m‘a pas sauvé la vie), Roman von Hervé Guibert, Frankreich 1990
Roman über die letzten Monate eines AIDS-kranken Freundes, auf der Erfahrung des Todes von Guiberts Michel Foucault basierend
An Atlas of the Difficult World, Gedichtband von Adrienne Rich, USA 1988–1991
2004 mit dem National Book Critics Circle Award ausgezeichnet.
Lips Together, Teeth Apart, Drama von Terrence McNally, USA 1992
Schauspiel, in dem eine männliche Figur auftritt, dessen schwuler Bruder zuvor an Aids starb.
Verdammt starke Liebe, Jugendbuch von Lutz van Dijk, Deutschland 1992
Die Liebesgeschichte zwischen einem jungen Polen und einem jungen deutschen Besatzungssoldaten im Jahr 1941. Die Geschichte beruht auf einer wahren Begebenheit.
Einfühlung, Roman von Sarah Schulman, USA 1992
Originaltitel: Empathy
Es ist spät, ich kann nicht atmen. Ein nächtlicher Bericht, Roman von Mario Wirz, Deutschland 1992
Angels in America, Drama von Tony Kushner, USA 1993
7-stündiges Bühnenstück, in dem zahlreiche schwule und heterosexuelle New Yorker Figuren auftreten. Pulitzerpreis 1993.
Stone Butch Blues, Roman von Leslie Feinberg, USA 1993
Autobiografischer Roman einer transsexuellen Aktivistin.
Aimée und Jaguar, romanartige Doku-Fiktion von Erica Fischer, Deutschland 1994
Geschichte einer Liebesbeziehung zweier Frauen in Deutschland zur Zeit des Nationalsozialismus, 1998 verfilmt
Du Idiot, Roman von Joachim Helfer, Deutschland 1994  Schwuler Entwicklungsroman erzählt als Rückblick eines Abiturienten auf seine schwierige Kindheit und Schulzeit
Es gibt keine Menschen im Paradies, Roman von Mireille Best, Frankreich 1995
Originaltitel: Il n’y a pas d’hommes au paradis
Geschichte machen. Roman von Stephen Fry, Großbritannien 1996
Alternativweltgeschichte um eine Welt, in der Adolf Hitler nie geboren wurde, gleichzeitig wird das Coming Out des Protagonisten erzählt.
Die Mitte der Welt, Roman von Andreas Steinhöfel, Deutschland 1998
Jugendbuch über die Probleme des Erwachsenwerdens, Pubertät, Neid und Eifersucht, Freundschaft und (schwule) Liebe.
Cohn & König, Roman von Joachim Helfer, Deutschland 1998
Schwuler Bildungsroman als doppelter biographischer Aufriss der Partner in einer Beziehung über eine Generationsgrenze
Corpus Christi, Drama von Terrence McNally, USA 1998
Passionsspiel, in dem Jesus und seine Jünger als schwule Männer porträtiert werden.
Sarahs Töchter, Roman von Elana Dykewomon, USA 1998
Originaltitel: Beyond the Pale
Die Muschelöffnerin, Roman von Sarah Waters, Großbritannien 1998
Originaltitel: Tipping the Velvet
Lesbischer Roman im Handlungsrahmen des Viktorianischen Zeitalters.

## 21. Jahrhundert

### 2000er-Jahre
1979, Roman von Christian Kracht, Deutschland 2001
Zwei homosexuelle Männer reisen durch das sich auflösende Persien Ende der siebziger Jahre
Normalzeit (Standard Time), Erzählungen von Keith Ridgway, Großbritannien 2001
Zwei Erzählungen mit schwuler Thematik.
Im Meer, zwei Jungen, Roman von Jamie O’Neill, Großbritannien 2001
Coming-of-Age- und Liebesgeschichte zwischen zwei jungen Männern in Dublin, im historisch-politischen Kontext des irischen Osteraufstands 1916
Bis ich sie finde, Roman von Karen-Susan Fessel, Deutschland 2002
Die Schönheitslinie, Roman von Alan Hollinghurst, Vereinigtes Königreich 2004
Schilderung der Thatcher-Ära sowie der AIDS-Krise aus der Perspektive eines jungen, auf Schönheit versessenen Homosexuellen. Mit dem Booker Prize 2004 ausgezeichnet.
Der Wolkenatlas, Roman von David Mitchell, Vereinigtes Königreich 2004
im Roman ist eine Episode einer Liebesgeschichte zweier Männer in Cambridge im Jahre 1931 gewidmet, die mit Selbstmord des musisch hochbegabten Geliebten endet
Ungehorsam (Disobedience), Roman von Naomi Alderman, Großbritannien 2006
Die Mittagsfrau, Roman von Julia Franck, Deutschland 2007
Nicht nur die Schwestern Helene und Martha entwickeln eine überaus enge, fast inzestuöse Beziehung, sondern Martha und ihre Freundin Leontine werden vor Helenes Augen ein Paar. Leontine unterstützt ihre Geliebte Martha in unterschiedlichsten Situationen, aber auch Helene steht sie zur Seite, indem sie ihr u. a. bei der Abtreibung hilft.
Ruf mich bei deinem Namen (Call Me by Your Name), Roman von André Aciman, USA 2007
Coming-of-Age- und Liebesgeschichte über eine Liebesbeziehung zwischen einem frühreifen 17-Jährigen und einem 24-jährigen Wissenschaftler in Italien in den 1980ern
Strahlend schöner Morgen (Bright Shiny Morning), Roman von James Frey, USA 2008
Einer der Erzählstränge handelt vom schwulen Schauspieler Amberton, der eine Scheinehe mit einer Frau führt.
Mensch Engel, Roman von Gunther Geltinger, Deutschland 2008
Eine Frau zu sehen, Erstdruck aus dem Nachlass, Roman von Annemarie Schwarzenbach, Schweiz 2008

### 2010er-Jahre
Ali und Ramazan (Ali ile Ramazan, 2010), Roman von Perihan Mağden, Türkei 2011
Liebesgeschichte zweier junger Männer im heutigen Istanbul.
Das Lied des Achill (The Song of Achilles), Roman von Madeline Miller, USA 2011
Interpretation der Beziehung zwischen Patroklos und Achill als Liebesgeschichte.
The Stranger’s Child (deutscher Titel: Des Fremden Kind 2012), Roman von Alan Hollinghurst, Großbritannien 2011
Im England des Jahres 1913 spielende schwule Beziehung, die in vier späteren Zeitabschnitten (zuletzt 2008) direkt oder indirekt von ebenfalls oft schwulen Personen reflektiert wird.
In einer Person (In One Person), Roman von John Irving, USA 2012
Entwicklungsroman um einen bisexuellen Schriftsteller.
Nur drei Worte (Simon vs. the Homo Sapiens Agenda, 2015), Roman von Becky Albertalli, USA
Das Ende von Eddy, (En finir avec Eddy Bellegueule), Roman von Édouard Louis, Frankreich 2015
Autobiographischer Roman über die eigene Kindheit in prekären Arbeitermilieu und die erlebte Homophobie
Im Herzen der Gewalt, (Histoire de la violence), Roman von Édouard Louis, Frankreich 2016
Autobiographischer Roman über eine in einer Vergewaltigung und einem Mordversuch endende Nacht
Was zu dir gehört (What belongs to you), Roman von Garth Greenwell, USA 2016
Hör auf zu lügen (Arrête avec tes mensonges), Roman von Philippe Besson, Frankreich 2017
Die sieben Männer der Evelyn Hugo (The Seven Husbands of Evelyn Hugo) von Taylor Jenkins Reid, USA 2017
Die zurückgezogene, alternde Hollywoodlegende Evelyn erzählt der Journalistin Monique Grant ihre Lebensgeschichte. Die wahre Liebe des Lebens der bisexuellen Evelyn war nicht etwa einer der im Romantitel erwähnten Ehemänner, sondern eine Frau.
Verwirrnis, Roman von Christoph Hein, Deutschland 2018
Entwicklungsroman um einen homosexuellen Germanistikprofessor in der DDR.
Ein Winter in Istanbul, Roman von Angelika Overath, Deutschland 2018
Liebesgeschichte zweier Männer im heutigen Istanbul.
Helden für immer, Roman von Markus Jäger, Deutschland 2018
Wir haben keinen Kontakt mehr, Erzählung von Andreas Jungwirth, Österreich 2019
Aufzeichnungen eines Krokodils, Roman von Qiu Miaojin, Taiwan 2019
Auf Erden sind wir kurz grandios (On Earth We're Briefly Gorgeous), Roman von Ocean Vuong, USA 2019

### 2020er-Jahre
Ein simpler Eingriff, Roman von Yael Inokai, Deutschland 2022
The Shards, Roman von Bret Easton Ellis, USA 2023
Im Mittelpunkt dieses Romans, der in Los Angeles im Jahre 1981 spielt, steht der unzuverlässige Erzähler Bret Ellis, der, um an seiner High School populär zu sein, seine sexuelle Orientierung verschleiern muss, aber alles tut, um in der heteronormativen Heile-Welt-Gesellschaft als Täter und nicht als Opfer dazustehen.